# 흰목물떼새

흰목물떼새는 몸길이 약 20㎝로 도요목, 물떼새과 새이다. 주로 강가의 모래밭이나 자갈밭에서 번식하는 보기 드문 텃새이다.

## 꼬마물떼새와의 비교
흰목물떼새는 꼬마물떼새와 생김새가 유사하다. 흰목물떼새는 꼬마물떼새와 달리 눈테가 선명하지 않고 흐리며 꼬마물떼새에 비해 상대적으로 긴 부리를 가지고 있다.

## 실태
과거에는 우리 주변에서 어렵지 않게 볼 수 있었던 조류였으나 하천 직강하, 준설작업 등으로 서식지가 점차 감소해 현재는 세계자연보전연맹(IUCN)에서 멸종위기종 목록인 적색목록 LC(관심 필요)로 분류하고 보호하고 있는 생물이다. 세계자연보전연맹(IUCN) 보고서에 따르면 현재 '흰목물떼새'는 전 세계 1만여 마리가 남아있는 것으로 추정된다. 한반도에는 약 2천 마리가 서식하고 있는 것으로 파악된다. 2012년 멸종위기 야생생물 Ⅱ급으로 지정되어 보호받고 있다.

## 서식
국내에는 2002년 대전의 대전천에서 첫 번식이 기록되었으며, 최근에는 전국 각지의 하천 지역에서 드물지 않게 번식하는 것으로 확인되었다.		해외에는 러시아 동부와 중국 북부, 일본에서 번식하고 네팔과 인도, 부탄, 중국 남부, 타이완,일본 등지에서 월동한다.